# SwissSkills
Les SwissSkills sont les championnats suisses des métiers centralisés et non académiques dans les domaines de l’artisanat, de l’industrie et des services (métiers d’apprentissage). 

## Histoire

### Édition 2022
La troisième édition des championnats a lieu du 7 au 11 septembre 2022 à Berne, sur le site de BernExpo. Elle réunit plus de 1 000 apprentis.
La cérémonie de remise des prix se déroule en présence du conseiller fédéral Guy Parmelin, chef du Département fédéral de l'économie, de la formation et de la recherche.

### Édition 2018
Les SwissSkills 2018 se déroulent du mercredi 12 septembre au dimanche 16 septembre 2018 à Berne, sur le site de BERNEXPO. La finale est diffusée en direct sur la Radio télévision suisse.
Une usine temporaire est construite sur un site d’environ 100 000 m2 pour accueillir 135 métiers et 1 100 participants.[réf. souhaitée]

#### Organisation
Les SwissSkills 2018 sont organisés par l’association SwissSkills Berne, sur mandat de la fondation SwissSkills et du SEFRI (Secrétariat d’Etat à la formation, à la recherche et à l’innovation).[réf. souhaitée]

#### Financement
Le budget de l’événement s’élève à environ 16,5 millions de francs suisses. Le secteur public, c’est-à-dire la Confédération (Secrétariat d’Etat à la formation, à la recherche et à l’innovation (SEFRI)), le canton de Berne et la ville de Berne, prend en charge 73 % de ce montant. Quant aux 27 % restants, ils sont couverts par des fondations et des sponsors privés.

### Édition 2014
La première édition des championnats a lieu du 17 au 21 septembre 2014 à Berne, dans la PostFinance Arena. Elle réunit 130 métiers et accueille 155 000 visiteurs,.